# Теодор (Ромжа)
Гео́ргий Тео́дор (Фео́дор) Ро́мжа (венг. Romzsa György Tódor; 14 апреля 1911, Надьбочко, Австро-Венгрия — 1 ноября 1947, Мукачево) — русинский грекокатолический епископ, титулярный епископ Аппийский, впоследствии епископ Мукачевской грекокатолической епархии.
Беатифицирован Римско-католической церковью в 2001 году.

## Семья и образование
Отец — Пал (Павел) Ромжа, железнодорожный служащий. Мать — Мария, в девичестве Семак. Был девятым ребёнком в семье.
Окончил народную школу в родном селе (1922), реальную гимназию в городе Хусте (1930), философский и богословский факультеты Папского Григорианского университета в Риме (1937, с результатом magna cum laude). Во время учёбы в университете вначале занимался в коллегии Германикум-Хунгарикум, а с осени 1934 года — в коллегии Руссикум.

## Священник
С декабря 1935 года — диакон, с декабря 1936 года — священник. По воспоминаниям современника, он 

во всём очень последовательно придерживался устава восточного литургического обряда, как во внешних проявлениях, так и в духовном настрое… во всём был верен православным литургическим предписаниям, которые прекрасно и до наименьших деталей познал в Руссикуме.

В 1937 году вернулся на родину, прошёл военную службу и был назначен администратором приходов в сёлах Берёзово и Нижний Быстрый Хустского района, находившихся близ его родного села. Намеревался выехать в Рим для завершения богословского образования (получения докторской степени), но не смог сделать этого из-за раздела Чехословакии. С сентября 1939 года являлся духовником и профессором греко-католической духовной семинарии в Ужгороде, вернувшемся в ноябре 1938 года в состав Венгрии.

## Епископ
8 сентября 1944 года папа римский Пий XII назначил Теодора Ромжу титулярным епископом Апийским и помощником епископа Мукачевского. Хиротония совершена 24 сентября 1944 года в Ужгороде. В условиях, когда ужгородская кафедра была вакантной (правящий епископ скончался ещё в мае 1944 года), а администратор епархии находился в Венгрии, епископ Ромжа фактически управлял епархией после того, как в октябре 1944 года советские войска заняли Ужгород. В июне 1945 года Закарпатье было присоединено к СССР, что существенно осложнило положение грекокатолической епархии (в это же время шла подготовка к ликвидации униатской церкви в Галиции, после чего такая же судьба ждала и грекокатоликов Закарпатья).
С февраля 1946 года стал официально управляющим (епископом) автономной Мукачевской грекокатолической епархии (Русинская грекокатолическая церковь).
В этих условиях молодой епископ проявил значительную энергию. Он, с одной стороны, старался урегулировать взаимоотношения церкви с новыми органами управления, а, с другой, часто совершал поездки по сельским приходам, морально поддерживая священников и паству, налаживал изготовление и распространение литературы религиозного содержания, выступал с проповедями.
Решительно выступая против присоединения епархии к православной церкви, говорил о недопустимости предательства, отмечая, в частности: «Предатель тщетно ожидает награды за предательство, после него и сама власть им гнушается, и даже оттолкнёт его». Протестовал против закрытия в марте 1947 года василианского монастыря на Чернечей Горе.

## Гибель
Влияние епископа Ромжи на верующих вызвало резкое недовольство первого секретаря ЦК Компартии Украины Никиты Хрущёва. По воспоминаниям генерала Павла Судоплатова, Хрущёв и министр госбезопасности Украины С.Савченко в 1947 году обратились к Сталину и министру госбезопасности СССР Абакумову с просьбой дать санкцию на убийство епископа, обвинив его в сотрудничестве с подпольным украинским национальным движением и «тайными эмиссарами Ватикана». В письме также утверждалось, что Ромжа и его группа представляют серьёзную угрозу для политической стабильности в регионе, недавно вошедшем в состав Советского Союза.
Далее Судоплатов писал, что Сталин дал санкцию на убийство, но покушение, совершённое 27 октября 1947 года во время одной из поездок епископа по епархии, не удалось. В результате организованной Савченко и его сотрудниками автомобильной аварии (столкновения автомобиля с конным экипажем епископа) Ромжа остался жив, хотя и получил тяжёлые ранения и был доставлен в Мукачевскую больницу. По воспоминаниям одного из священников епархии о. Петра Васько, находясь в больнице, епископ сказал ему: «Претерпеть и пролить кровь за Господа, за веру, за святую католическую церковь — большая милость, великая честь». Вскоре он исповедовался и причастился.
Вскоре епископ скончался — по официальной версии, от последствий аварии. Однако находившийся во время покушения на епископа в Ужгороде Судоплатов утверждал, что Ромжа был отравлен. Он вспоминал:

В это время мне позвонил Абакумов и сказал, что через неделю в Ужгород приезжают Савченко и Майрановский, начальник токсикологической лаборатории, с приказом ликвидировать Ромжу. Савченко и Майрановский рассказали мне, что в Киеве на вокзале, в своем железнодорожном вагоне, их принял Хрущёв, дал чёткие указания и пожелал успеха. Два дня спустя Савченко доложил Хрущёву по телефону, что к выполнению операции все готово, и Хрущёв отдал приказание о проведении акции. Майрановский передал ампулу с ядом кураре агенту местных органов безопасности — это была медсестра в больнице, где лежал Ромжа. Она-то и сделала смертельный укол.

Возможно, в воспоминаниях Судоплатова, написанных спустя много лет после данных событий, существуют неточности — так, звонок Абакумова мог произойти ещё до первого покушения на Ромжу, так как между двумя покушениями прошло меньше недели. Кроме того, в мемуарах Судоплатова неясной выглядит его собственная роль в убийстве епископа — он утверждает, что прибыл в Закарпатье лишь для выявления связей Ромжи с украинским подпольем. В то же время существует источник, указывающий на активное участие Судоплатова в этом убийстве: «был уничтожен Ромжа — глава греко-католической церкви, активно сопротивляющийся присоединению греко-католиков к православию».
В январе 1948 года православные епископы Дрогобычско-Самборский Михаил (Мельник), Станиславско-Коломыйский Антоний (Пельвецкий) и епископ Мукачевско-Ужгородский Нестор (Сидорук) написали письмо на имя Хрущёва, где в частности говорили, что убийство епископа Ромжи «повредило православию и наполнило негодованием всех, даже православное население Закарпатья и Западной Украины».

## Беатификация
В июне 2001 года папа римский Иоанн Павел II во время своего визита на Украину причислил Теодора Ромжу к лику блаженных. В Мукачевской грекокатолической епархии действует Духовная академия-семинария имени блаженного Теодора Ромжи.

## Память
Именем Теодора Ромжи названа Богословская академия в Ужгороде.